# Jelena Blagojević
Jelena Blagojević (kyrillisk skrift: Бојана Миленковић), född 1 december 1988 i Olovo, Bosnien och Herzegovina, är en volleybollspelare (spiker och libero) som spelar för Serbiens damlandslag i volleyboll. 
Blagojević spela professionellt med OK Röda stjärnan Belgrad säsong 2007/2008, samma år debuterade hon också i U20-landslaget. Under fyra år i klubben var hon med om att vinna både serbiska mästerskapet och serbiska cupen 2009/2010 och 2010/2011. Därefter flyttade Blagojević till Italien för spel med Robur Tiboni Volley Urbino 2011/2012 och sedan Volley Bergamo till och med 2015. Under 2012 debuterade hon också seniorlandslaget vid olympiska spelen 2012. Efter ett år med İdmanocağı SK i turkiska Sultanlar Ligi följde därefter spel i polska Tauron Liga, först med Chemik Police 2016/2017 och därefter med KS Developres Rzeszów som hon därefter spelade med till 2023. 
Med seniorlandslaget har hon nått stora framgångar med guld vid europamästerskapen 2017 och 2019 samt brons vid olympiska spelen 2021. Hon pensionerade sig från landslaget 2021. Sedan 2022 är hon assisterande förbundskapten för landslaget.